# Literaturjahr 1513
Liste der Literaturjahre

◄◄ | ◄ | 1509 | 1510 | 1511 | 1512 | Literaturjahr 1513 | 1514 | 1515 | 1516 | 1517 | ► | ►►

Weitere Ereignisse
Dieser Artikel behandelt das Literaturjahr 1513.

## Ereignisse

### Chroniken
- 15. Januar: Diebold Schilling übergibt dem Rat der Stadt Luzern die Luzerner Chronik. Das in mehrjähriger Arbeit entstandene Werk zählt zu den reichhaltig gestalteten Schweizer Bilderchroniken.
- Die deutsche Übersetzung der von Guillaume Caoursin, Vizekanzler des Johanniterordens, 1482 veröffentlichten Chronik der Belagerung von Rhodos im Jahr 1480 (Obsidionis Rhodiae urbis descriptio) wird unter dem Namen Historia von Rhodis durch Johann Adelphus Muling in Straßburg bei Martin Flach publiziert.

### Drama/Satire
- 6. Februar: Die Komödie La Calandria von Bernardo Dovizi da Bibbiena hat ihre Uraufführung in italienischer Sprache am Hof von Urbino. Sie zählt zu den bedeutendsten Komödien des 16. Jahrhunderts.
- Nach dem Tod von Papst Julius II. am 21. Februar verfasst Erasmus von Rotterdam die Satire Julius vor der verschlossenen Himmelstür.

### Politik und Philosophie

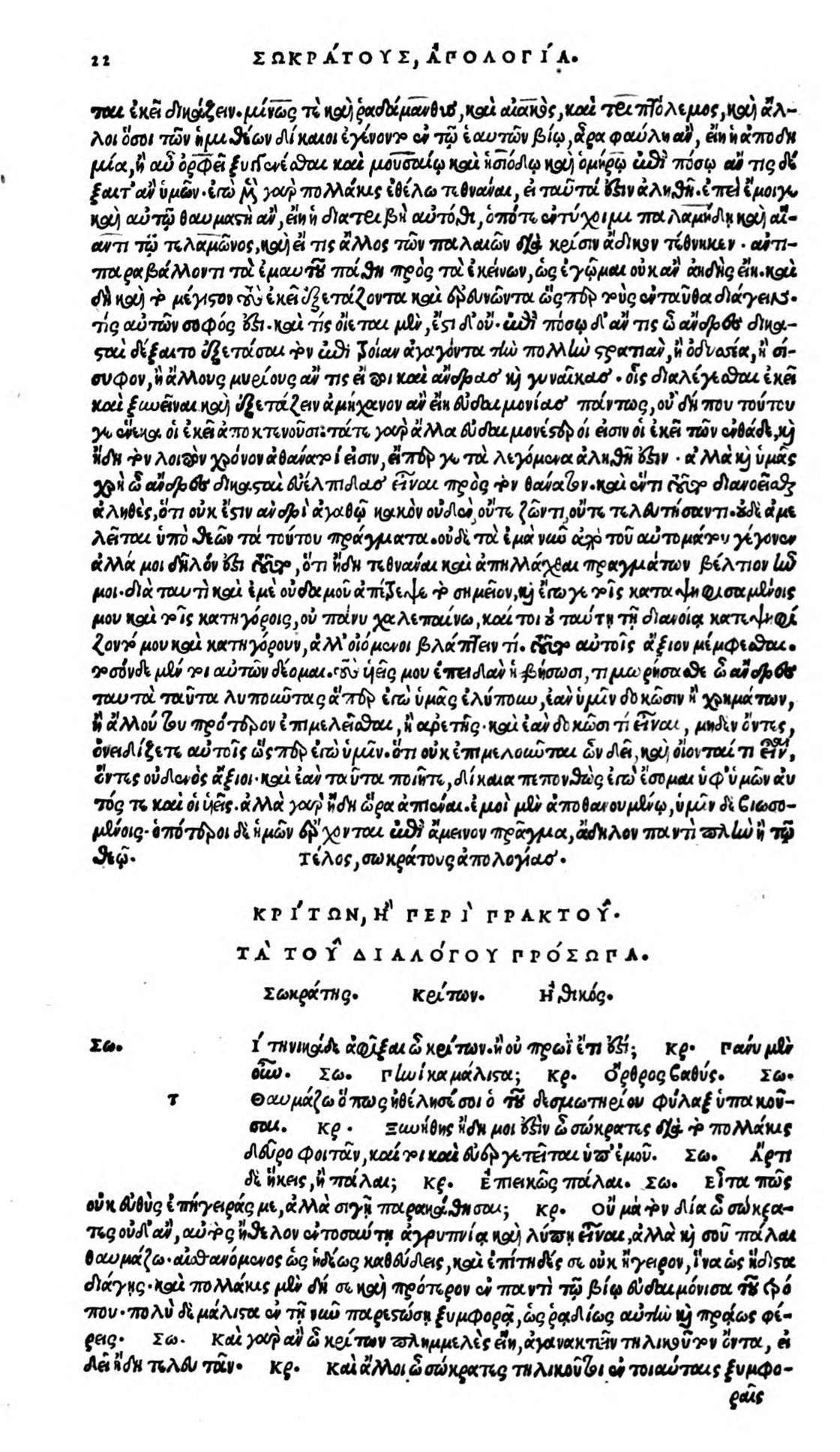
Der Anfang des Kriton in der Erstausgabe

- Der griechisch-italienische Humanist Marcus Musurus gibt in Venedig bei Aldo Manuzio eine Gesamtausgabe der Werke Platons heraus. Darin befindet sich unter anderem die Erstausgabe des griechischen Textes des Dialoges Kriton.

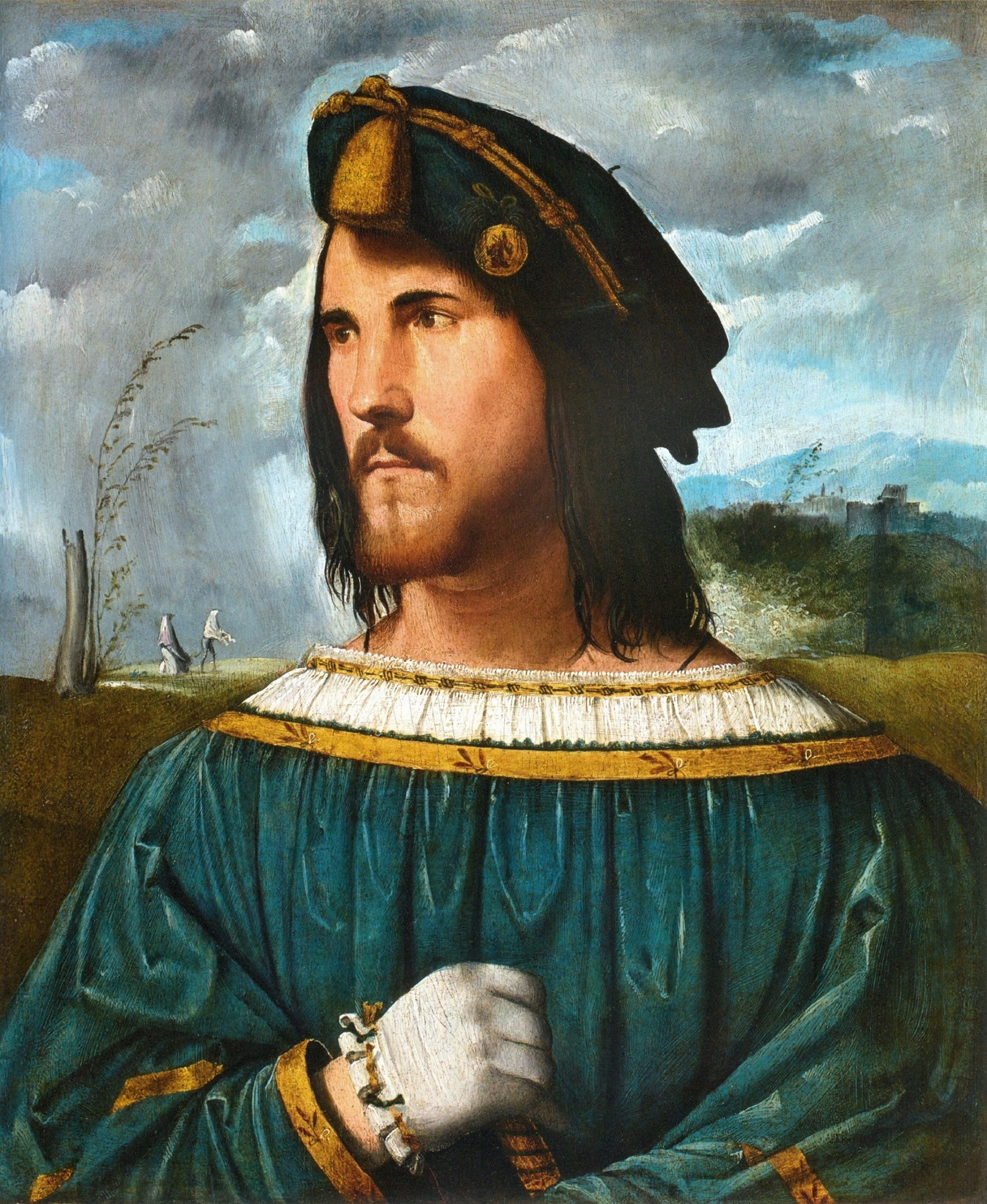
Cesare Borgia, Vorbild für Il Principe, Porträt wahrscheinlich von Giorgione

- Niccolò Machiavelli schreibt sein berühmtestes Buch Il Principe (Der Fürst), eine Abhandlung über die Kunst der Staatsführung, die aber erst nach seinem Tod veröffentlicht wird. Im gleichen Jahr beginnt er mit der Arbeit an dem Werk Discorsi sopra la prima deca di Tito Livio.

### Religion
- Das Gebetbuch Hortulus Animae polonice wird am 13. März erstmals gedruckt. Das von Biernat von Lublin übersetzte und von Florian Ungler in Krakau gedruckte Buch, das erstmals 1498 in lateinischer Sprache erschienen ist, gilt als das erste in polnischer Sprache gedruckte Werk.
- 8. Juni: Martin Luther lässt für seine Psalmenvorlesung den Wolfenbütteler Psalter drucken.

## Geboren

### Geburtsdatum gesichert
- 29. Oktober: Jacques Amyot, französischer Schriftsteller und Theologe († 1593)

### Genaues Geburtsdatum unbekannt
- Antonio Doni, italienischer Schriftsteller, Herausgeber und Musiker des Manierismus († 1574)

### Geboren um 1513
- Robert Granjon, französischer Schriftenschneider und Verleger († 1589)

## Gestorben

### Todesdatum gesichert
- 3. Oktober: Anton Koberger, deutscher Buchdrucker, Verleger und Buchhändler der Inkunabelzeit (* um 1440)
- 3. November: Augustin Olomoucký, böhmischer Humanist, Schriftsteller und Kunstsammler (* 1467)

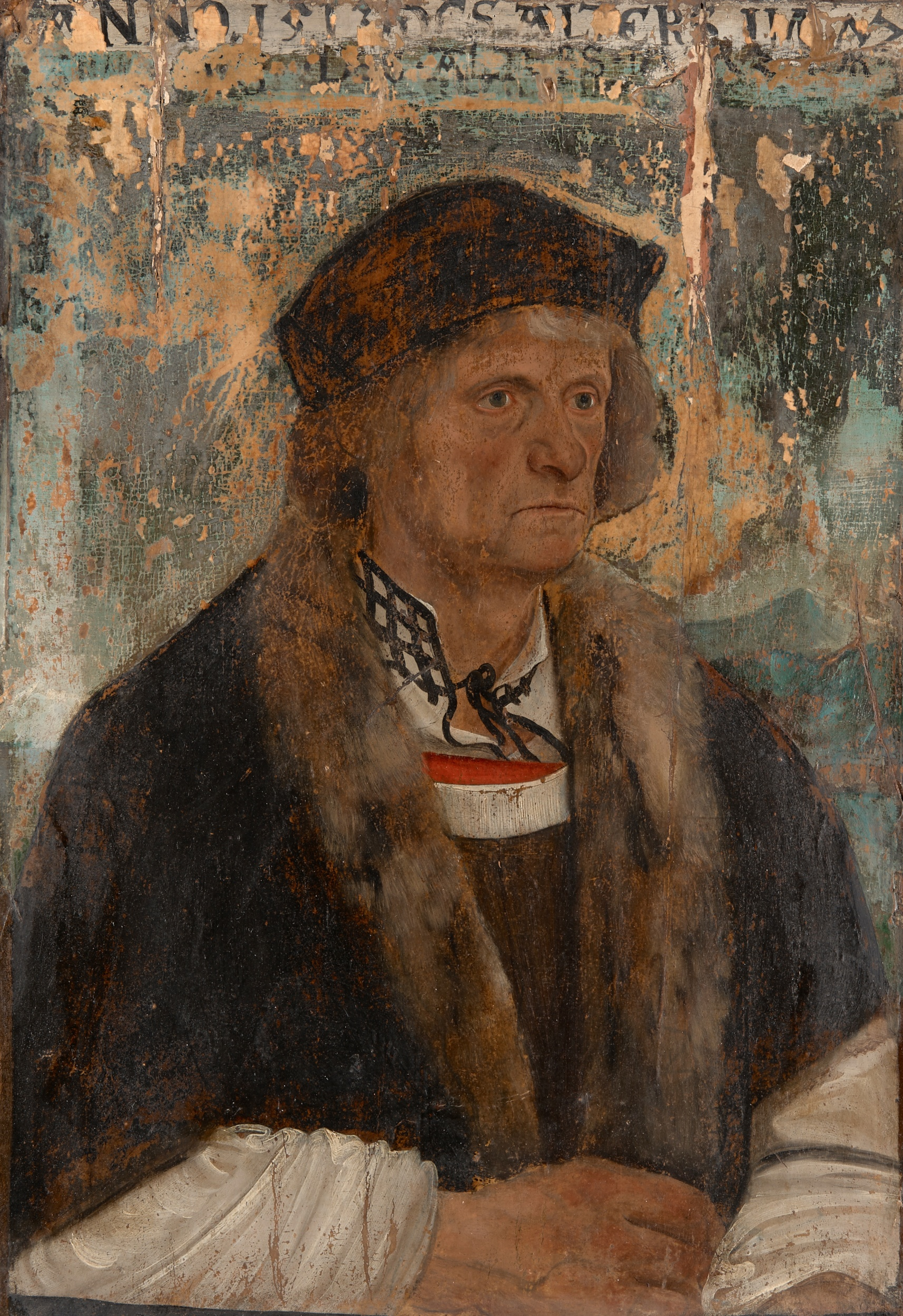
Johannes Amerbach; † 25. Dezember

- 25. Dezember: Johann Amerbach, deutscher Drucker und Verleger der Frühdruckzeit (* um 1440)

### Genaues Todesdatum unbekannt
- Andrés Bernáldez, spanischer Geistlicher und Geschichtsschreiber (* um 1450)
- Bartolomeo della Fonte, italienischer Humanist, Dichter und Übersetzer (* 1446)
- Battista Guarino, italienischer Humanist, Lehrer und Dichter (* 1434)

### Gestorben um 1513
- Piero Pacini, italienischer Buchdrucker (* um 1440)